# 3273 Drukar
3273 Drukar è un asteroide della fascia principale del diametro medio di circa 33,31 km. Scoperto nel 1975, presenta un'orbita caratterizzata da un semiasse maggiore pari a 3,4049418 UA e da un'eccentricità di 0,0321784, inclinata di 14,05817° rispetto all'eclittica.